# Nesosmodicum
Nesosmodicum is een kevergeslacht uit de familie van de boktorren (Cerambycidae). De wetenschappelijke naam van het geslacht werd voor het eerst geldig gepubliceerd in 1971 door Martins.

## Soorten
Nesosmodicum is monotypisch en omvat slechts de volgende soort:
- Nesosmodicum gracile (Melzer, 1923)